# 엘사 호스크
엘사 호스크(Elsa Hosk, 1988년 11월 7일 ~ )는 스웨덴의 모델이다. 2015년부터 2020년까지 빅토리아 시크릿 앤젤로 활동하면서 전 세계적으로 이름을 알렸다. 크리스티앙 디오르, 돌체앤가바나, 게스 등 세계적인 브랜드의 모델로서도 활동했다. 엘사는 스웨덴에서 프로 농구 선수로도 활동했다.